# Avanspettacolo (programma televisivo)
Avanspettacolo è stato un programma televisivo in otto puntate trasmesso da Rai 3 dal luglio al settembre 1992.

## Il programma
Scritto da Dino Verde, Gabriella Ruisi, Fabio Di Jorio e Giancarlo Nicotra e diretto da quest'ultimo, il programma si proponeva come un omaggio all'arte classica dell'avanspettacolo attraverso sketch storici e situazioni tipiche di questa forma di spettacolo.
Lo show, che andava in onda dall'Auditorium Rai di Napoli, rappresentò il ritorno in prima serata di Franco e Ciccio (coadiuvati da Brigitta Boccoli) ad alcuni anni di distanza dalla loro ultima esperienza in Io Jane, tu Tarzan (1989). Fin dalla prima puntata, Franco Franchi apparve in cattive condizioni di salute; ebbe, poi, un malore durante la registrazione di una puntata. Ciccio fu costretto a lavorare da solo, anche se il duo aveva già registrato alcuni sketch usati poi per il programma. Franco, stanco e malato di cirrosi epatica, rientrerà solo nell'ultima puntata. Quasi privo di voce giustificherà questo ritardo dicendo: «Sono stato in paradiso ma non mi hanno voluto», per poi congedarsi chiedendo un applauso «a quanti ci hanno voluto bene». 
Il cast dello show includeva tra gli altri anche Franco Oppini, Luca Sandri, Lucio Caizzi, Elena Berera, Gegia, Monica Frassinelli, Rita Charbonnier. Tra i momenti della trasmissione vi era quello della "spogliarellista intelligente", interpretata da Antonella Monetti, che si esibiva in ironici spogliarelli in cui interpretava di volta in volta una vigilessa, una cameriera, una segretaria, ecc. commentando, durante l'esibizione, le varie professioni o le notizie di cronaca del periodo.

## Ospiti
- Vittorio Sgarbi
- Maurizio Mosca